# Lonicera elisae
Lonicera elisae är en kaprifolväxtart som beskrevs av Adrien René Franchet. Lonicera elisae ingår i släktet tryar, och familjen kaprifolväxter. Inga underarter finns listade i Catalogue of Life.